# CLAN QUEEN
CLAN QUEEN（クランクイーン）は、日本の3人組バンド

## 概要
メンバー各々が作詞・作曲・編曲のみならず、映像監督、編集、グラフィックなど全てを担い、活動の幅を広げている。
WARS iN CLOSETとして始動し、ヴォーカルのユウタが脱退し、新ヴォーカリストyowaを迎える形でバンド名も新たにCLAN QUEENとして再始動。

## メンバー
| 名前          | 担当                                        | 生年月日              | 出身地 |
| ------------- | ------------------------------------------- | --------------------- | ------ |
| AOi（アオイ） | ギター ボーカル 作詞 作曲 編曲 グラフィック | 2000年10月9日（24歳） | 東京都 |
| yowa（ヨワ）  | ボーカル イラスト                           | 2001年3月2日（24歳）  |        |
| マイ          | ベース コーラス 映像監督 映像編集           | 2000年6月7日（25歳）  | 東京都 |

## 来歴

### 2020年
AOiがマイ、イトウユウタと共にCLAN QUEENの前身となる「WARS iN CLOSET」を結成。
12月4日：YouTubeに「New Error!!」のミュージックビデオを公開。

### 2021年
2月15日：YouTubeに「アリスの嘘」のミュージックビデオを公開。
3月28日：初となる1stDigital Single『New Error!!』を配信。
同月30日：2ndDigital Single『アリスの嘘』を配信開始。
同月31日：3rdDigital Single『aPPLe』を配信、ミュージックビデオを公開。
4月24日：4thDigital Single『Bad End』を配信、ミュージックビデオを公開。
9月10日：5thDigital Single『花一匁』を配信、ミュージックビデオを公開。
12月10日：6thDigital Single『プレイヤー・ワン』を配信、ミュージックビデオを公開。

### 2022年
11月1日：『WARS iN CLOSET緊急放送』としてボーカルのイトウユウタが脱退を宣言。同日にCLAN QUEENの始動が告知された。
11月7日：CLAN QUEENとして初のDigital Single「ヘルファイアクラブ」が配信開始、ミュージックビデオを公開。

### 2023年
2月23日：2nd Digital Single「Tokyo Mood」(トーキョーモード)が配信開始、同日ミュージックビデオを公開。
6月4日：YouTube限定で「Tokyo Mood(Saturday Night Remix)」を公開。
6月30日：3rd Digital Single「踊楽園」(オドラクエン)が配信開始、同日ミュージックビデオを公開。
7月3日：渋谷TOKIO TOKYOにて初ライブを開催。
7月31日：SpotifyバイラルチャートTop10入りを果たす。
11月10日：4th Digital Single「プルートー」を配信。
12月25日：5th Digital Single「天使と悪魔」を配信。

### 2024年
1月24日：6th Digital Single「サーチライト」を配信。
4月3日、：1st Album 「VeiL」をリリース。
4月28日：Shibuya eggmanにて、CLAN QUEEN 1st ONEMAN SHOW「The VeiL」 を開催。
６月29日：Digital Single「求世主」を配信。
8月7日：Digital Single「自白」を配信。
10月23日：Digital EP「TOYS」を配信リリース。
11月6日：Digital Single「PSIREN」を配信。
11月9日〜11月17日：CLAN QUEEN 1st ONEMAN TOUR 「PARADE OF TOYS」を開催。
12月20日：追加公演としてCLAN QUEEN 1st ONEMAN TOUR 「PARADE OF TOYS」TOYS ANATOMYを開催。
12月21日：Digital Single「ゲルニカ」を配信。

### 2025年
2月14日：Digital Single「紙風船」を配信。
4月9日：Digital Single「ORDER」を配信。
5月14日：Digital Single「チェックメイト」を配信。
6月4日：2nd Album「NEBULA」を配信。

## ディスコグラフィ

### 配信限定シングル
| 配信開始日     | タイトル           | 読み             |
| -------------- | ------------------ | ---------------- |
| 2022年11月7日  | ヘルファイアクラブ |                  |
| 2023年2月23日  | Tokyo Mood         | トーキョーモード |
| 2023年6月30日  | 踊楽園             | オドラクエン     |
| 2023年11月10日 | プルートー         |                  |
| 2023年12月25日 | 天使と悪魔         | テンシトアクマ   |
| 2024年1月24日  | サーチライト       |                  |
| 2024年6月29日  | 求世主             | キュウセイシュ   |
| 2024年8月7日   | 自白               | ジハク           |
| 2024年11月6日  | PSIREN             | サイレン         |
| 2024年12月21日 | ゲルニカ           |                  |
| 2025年2月14日  | 紙風船             | カミフウセン     |
| 2025年4月9日   | ORDER              | オーダー         |
| 2025年5月14日  | チェックメイト     |                  |

### アルバム
| 配信開始日     | タイトル | トラックリスト |
| -------------- | -------- | --- |
| 2024年4月3日   | VeiL     | 1. Lond Land 2. Tokyo Mood 3. サーチライト 4. 踊楽園 5. 天使と悪魔 6. HARU 7. ヘルファイアクラブ 8. プルートー(ALBUM Ver.) 9. ファンデーション |
| 2024年10月23日 | TOYS     | 1. NEW ERROR!! 2. アリスの噓 3. APPLE 4. Bad End 5. 花一匁 6. PLAYER01                                                                         |
| 2025年6月4日   | NEBULA   | 1. チェックメイト 2. ORDER 3. 紙風船 4. インベイダー 5. 救世主 6. SPEED 7. 禁断の森 8. 自白 9. Apophenia 10. ゲルニカ 11. PSIREN               |

### その他
CLAN QUEEN マイが映像監督を務め、AOiが提供した楽曲
| 配信開始日     | 収録シングル                                         | アーティスト | タイトル                   |
| -------------- | ---------------------------------------------------- | ------------ | -------------------------- |
| 2023年8月23日  | おひとりさま天国 ・初回仕様限定盤 Type-B川﨑桜個人PV | 乃木坂46     | さくらのさくっとクッキング |
| 2023年10月18日 | 承認欲求_(曲) ・初回仕様限定盤 Type-D的野美青個人PV  | 櫻坂46       | 青焔                       |